# Ping Fu
Ping Fu (Nankín, China, 1958) es un empresaria chinoestadounidense. Es cofundadora de la empresa de desarrollo de software 3D Geomagic y fue su directora ejecutiva hasta febrero de 2013, cuando la empresa fue adquirida por 3D Systems Inc. Desde marzo de 2014 es vicepresidenta y directora empresarial de 3D Systems. Fu creció en China durante la Revolución Cultural y se trasladó a los Estados Unidos en 1984. Cofundó Geomagic en 1997 con su entonces marido Herbert Edelsbrunner, y ha sido reconocida por sus logros con la compañía a través de una serie de premios, incluido el haber sido nombrada "Emprendedora del año 2005" por la revista Inc. En 2013, publicó sus memorias, Bend, Not Break, junto con MeiMei Fox.

## Biografía
Ping Fu nació en 1958 en Nankín, China, donde su padre era profesor en la Universidad de Aeronáutica y Astronáutica (NUAA). Pasó su infancia y juventud en China. Creció durante la Revolución Cultural, durante la cual estuvo separada de sus padres durante varios años. Después del final de la Revolución Cultural, asistió a la universidad que más tarde se convirtió en la Universidad de Suzhou estudiando literatura china. Fu señalaba en entrevistas y en sus memorias que eligió investigar la política de hijo único de China para su tesis y viajó al campo, donde descubrió que el infanticidio de niñas era común, al igual que el aborto, incluso al final del embarazo. Después de entregar su investigación, cree que se la pasó al editor de un periódico que escribió un editorial sobre el infanticidio de niñas.  Fu ha declarado que más tarde fue encarcelada brevemente por funcionarios del gobierno y se le dijo que abandonara el país. Después de la detención, dejó la escuela, sin graduarse.
Fu salió de China y llegó a los Estados Unidos en enero de 1984. Inicialmente se matriculó en la Universidad de Nuevo México (UNM) en Albuquerque  pero luego se trasladó a San Diego para estudiar ciencias de la computación en la Universidad de California, San Diego. Durante su estancia en San Diego, trabajó a tiempo parcial en una empresa de software llamada Resource Systems Group como programadora y consultora de software de base de datos. Después de graduarse de UC San Diego con una licenciatura en informática, se fue a Illinois, donde empezó a trabajar en Bell Labs. La compañía ofreció un programa de asistencia de doctorado, a través del cual Fu se inscribió en el programa de doctorado en ciencias de la computación en la Universidad de Illinois en Urbana-Champaign (UIUC). En la UIUC completó una maestría en informática.

## Trayectoria profesional
A principios de la década de 1990, comenzó a trabajar en el Centro Nacional de Aplicaciones de Supercomputación (NCSA) en la UIUC. Su atención se centró en gráficos por computadora y visualización, incluidos proyectos como el desarrollo del software de transformación para la animación del robot de metal líquido T-1000 de la película Terminator 2: Judgment Day . Mientras estuvo en NCSA, contrató al estudiante de investigación Marc Andreessen y fue su supervisora en el proyecto de desarrollo de Mosaic de NCSA, uno de los primeros navegadores web multimedia al que se atribuye la popularización de la World Wide Web . Según su supervisor, Joseph Hardin, Fu fue uno de los agentes que desarrolló la idea del navegador. En 1994, Ping ocupó un puesto temporal en la Universidad de Ciencia y Tecnología de Hong Kong y regresó a la NCSA en 1995.

### Geomagia
En 1996, el éxito de Marc Andreessen con su propia empresa, Netscape, inspiró a la UIUC a fomentar el espíritu empresarial y Fu desarrolló la idea de una empresa que combinaría la fabricación y la tecnología digital, incluido el software de modelado 3D. Fundó Geomagic con su entonces marido, Herbert Edelsbrunner, cuya investigación formó la base para el software inicial que desarrollaría la empresa. En 1997, dejó la NCSA para comenzar a operar en Geomagic, asumiendo el cargo de directora ejecutiva. La empresa originalmente se llamaba Raindrop Geomagic y tenía su sede en Champaign-Urbana, Illinois. Se fundó con el objetivo de desarrollar un software de imágenes 3D que pudiera permitir la fabricación personalizada utilizando impresoras 3D. Inicialmente, Fu y Edelsbrunner financiaron Geomagic ellos mismos, junto con la inversión de la hermana de Fu, Hong, y su marido, y más tarde de un grupo inversor ángel.
En 1999, Fu trasladó Geomagic de Illinois a Research Triangle Park, Carolina del Norte. Ese año, Franklin Street Partners se comprometió a invertir $6,5 millones en Geomagic. Luego, Fu contrató a un ejecutivo experimentado como director ejecutivo que dirigió Geomagic durante dos años antes de renunciar cuando la empresa estaba al borde de la bancarrota. Fu volvió al puesto de CEO en 2001, invirtió su propio dinero en Geomagic y trabajó sin salario para estabilizar la empresa. Consiguió un contrato importante con Align Technology y durante los siguientes dos años Geomagic volvió a ser rentable.
De 2001 a 2003, las ventas de Geomagic se triplicaron bajo el liderazgo de Fu. La compañía se hizo conocida como líder en muestreo y procesamiento de formas digitales. Después de que ella y Edelsbrunner se divorciaron, él continuó como asesor en la empresa.
En febrero de 2013, vendió Geomagic a 3D Systems Corporation, una empresa de impresión 3D y se convirtió en directora de estrategia y vicepresidenta de 3D Systems.

### Asesoramiento
Además de liderar Geomagic, Fu ha ejercido otras funciones de asesoramiento relacionadas con la tecnología y el espíritu empresarial y con organizaciones benéficas. Participa en el Consejo Asesor Nacional de EE. UU. sobre Innovación y Emprendimiento desde 2010 y también es miembro del Consejo Nacional de Mujeres en Tecnología. En 2012, fue nombrada miembro de la junta directiva de Long Now Foundation, una organización sin fines de lucro enfocada en el pensamiento a largo plazo y la tecnología duradera. También es miembro de la junta directiva del Instituto de Empresas Privadas Frank Hawkins Kenan de la Universidad de Carolina del Norte, la junta directiva de Live Nation Entertainment y es asesora de Modern Meadow, una organización centrada en la ingeniería de tejidos.

## Memorias
El 31 de diciembre de 2012, publicó un libro de memorias titulado Bend, Not Break: A Life in Two Worlds. En coautoría con MeiMei Fox, el libro cuenta las historias de su vida, desde su primera infancia en China hasta sus experiencias como empresaria, incluida la fundación y dirección de Geomagic. El libro recibió críticas positivas de medios como The Wall Street Journal y Oprah.com.
A partir de enero de 2013, los comentaristas en las reseñas de Amazon.com sobre las memorias comenzaron a publicar reseñas críticas, acusando a Fu de mentir sobre eventos de su pasado. Casi al mismo tiempo, primero en inglés, luego en chino en Forbes China, Forbes publicó una entrevista con Fu que discutía las memorias de Fu y sus primeros años de vida, que contenía una interpretación inexacta de dónde vivió Ping Fu durante la cultura. revolución. Los internautas chinos respondieron al artículo con críticas sobre la supuesta fabricación de eventos e inconsistencias en la cobertura mediática de Fu, lo que generó dudas en los medios sobre la veracidad de los detalles incluidos en las memorias. El bloguero chino Fang Zhouzi estuvo entre los críticos y luego planteó más preguntas y críticas basadas en la cobertura anterior de los medios sobre Fu. Tras las críticas iniciales de Fang Zhouzi y otros críticos, los comentaristas que parecían ser hablantes no nativos de inglés con conocimientos sobre la historia china publicaron cientos de comentarios negativos en las reseñas de Amazon.com de las memorias, lo que lideró The Daily Beast y New York Times para concluir que Ping fue objeto de un ataque en línea.
Fu respondió a las críticas a través de una declaración pública, y una publicación en el sitio web del Huffington Post respondiendo a las preguntas que surgieron sobre su infancia, educación y la obligación de abandonar China. Reconoció que había algunas inexactitudes en el libro. También reconoció que la atrocidad de la Guardia Roja que relató en las memorias y las entrevistas con los medios sobre un maestro que fue despedazado por cuatro caballos puede haber sido un recuerdo emocional, el resultado de escuchar historias de tal barbarie en la antigua China cuando era niña y tener pesadillas al respecto, o verlo en una película, en lugar de verlo realmente. En respuesta a las preguntas sobre la precisión de los detalles del libro, su editor afirmó que el libro es una memoria, más que un relato periodístico de la Revolución Cultural. Fu ha dicho que una segunda impresión de las memorias corregirá las inexactitudes que se han señalado.

## Premios y reconocimientos
Por su trabajo con Geomagic, Fu ha recibido varios premios. En 2003, fue nombrada "Empresaria del año" de Ernst & Young para las Carolinas y recibió el Premio a la inspiración empresarial del Consejo para el desarrollo empresarial de Carolina del Norte. Al año siguiente, Fast Company la nombró ganadora de "Fast 50" de 2004. En 2005, la revista Inc. nombró a Ping su "Empresaria del año".
La Alianza de Mujeres Empresarias de Estados Unidos y China otorgó a Fu su "Premio a la Innovación Empresarial" en 2008 y el "Premio al Liderazgo" de 2010 de la Sociedad CAD. Al año siguiente, el Triangle Business Journal le otorgó el premio "Lifetime Achievement". En 2011, recibió el premio William C. Friday en la Universidad Estatal de Carolina del Norte, y en 2012, los Servicios de Inmigración y Ciudadanía de los Estados Unidos nombraron a Fu como "Estadounidense sobresaliente por elección".